# Helluomorphoides nigripennis
Helluomorphoides nigripennis es una especie de escarabajo del género Helluomorphoides, tribu Helluonini, familia Carabidae. Fue descrita científicamente por Dejean en 1831.
Habita en ecosistemas terrestres y se distribuye por América del Norte, en Estados Unidos.